# XBIZ
XBIZ — американський видавець, публікує ділові новини та ділову інформацію про секс-індустрію.
В додаток до свого провідного вебсайту, XBIZ.com, XBIZ публікує два щомісячних галузевих журналу, проводить зимові і літні виставки і конференції індустрії, а також сприяє встановленню контактів між онлайн-фахівцями через B2B-професійний мережевий сервіс. Представники компанії XBIZ часто цитуються в основних статтях ЗМІ про тенденції та практики бізнесу в індустрії.
XBIZ і його дочірні видання і сервіси управляються компанією Adnet Media, яка була заснована в 1998 році ветераном індустрії для дорослих Алеком Хелмі (англ. Alec Helmy). Хелмі також є засновником Асоціації сайтів, що займаються захистом дітей (Association of Sites Advocating Child Protection, ASACP).

## Новинні та інформаційні продукти
- XBIZ Award — одна з найбільших в індустрії розваг для дорослих церемонія вручення нагород, присвячена діловим і видатним досягненням фахівців індустрії, компаній та виконавців.
  - XBIZ Cam Award — нагорода, що вручається вебкам-моделям, компаніям і сервісів за досягнення в області еротичних відеочатів. Була заснована в лютому 2017 року[10].
  - XBIZ Europa Award — європейська церемонія, яка була заснована у квітні 2018 року і присвячена досягненням фахівців, компаній та виконавців з країн Європи[11].
- XBIZ Digital Edition — XBIZ Digital представляє цифрові видання ділових журналів XBIZ World і XBIZ Premiere Magazine, пропонуючи онлайнові або завантажуються версії для перегляду в автономному режимі.
- XBIZ Forum — триденний бізнес-форум та мережеве захід для фахівців індустрії, проведене в готелі Hard Rock Hotel and Casino в Парадайз, штат Невада.
- XBIZ LA Conference — щорічний бізнес-семінар і торгова виставка індустрії розваг для дорослих, що включає семінари, робочі зустрічі, виступи та заходи.
- XBIZ Newswire — новинна служба і RSS-сервіс[12][13].
- XBIZ Premiere Magazine (раніше XBIZ Video) — журнал про індустрії розваг для дорослих, в якому висвітлюються новини та події у сфері розваг для геїв, роздрібної торгівлі, секс-іграшок і відео[14].
- XBIZ Research — програма дослідження ринку.
- XBIZ World Magazine — журнал про індустрії цифрових медіа для дорослих, в якому публікуються новини Інтернету та технологій, тематичні статті, аналіз ринку, звіти про тенденції та інтерв'ю з законодавцями моди для дорослих в Інтернеті.
- XBIZ.com — портал про новини та ресурсах індустрії, який містить новини, тематичні статті, списки подій, блоги, дошки оголошень, бізнес-послуги та повний каталог компаній індустрії розваг для дорослих[15].
- XBIZ.net — B2B-професійний мережевий сервіс, який підключає фахівців індустрії до нових можливостей бізнесу.

## XBIZ Award
XBIZ щорічно проводить церемонію вручення тематичних нагород в області індустрії розваг для дорослих.